# Parque nacional de Phu Kao-Phu Phan Kham
El Parque nacional de Phu Kao–Phu Phan Kham (en tailandés, อุทยานแห่งชาติภูเก้า-ภูพานคำ) es un área protegida del nordeste de Tailandia, en las provincias de Khon Kaen y Nongbua Lamphu. Este parque montañoso, en dos secciones separadas, abarca parte de la presa de Ubol Ratana y también presenta formaciones rocosas y cascadas. El parque recibe su nombre de las montañas Phu Kao y Phu Phan de la meseta de Khorat.
El parque presenta bellos bosques en sus 322 kilómetros cuadrados y fue establecido en 1985, como el 50.º parque del país.